# Bernie Plain
Bernie Plain (eigentlich Bernard John Plain; * 3. Dezember 1946) ist ein ehemaliger britischer Langstreckenläufer.
Bei den British Commonwealth Games 1970 in Edinburgh wurde er für Wales startend Elfter über 10.000 m und kam über 5000 m auf den 13. Platz.
1971 siegte er bei den Walisischen Meisterschaften im Marathon, und 1972 wurde er Siebter beim Maxol Marathon. 1973 belegte er bei den Crosslauf-Weltmeisterschaften in Waregem für Wales startend den 33. Platz und wurde Vierter beim Boston-Marathon.
1974 wurde er bei den British Commonwealth Games in Christchurch Siebter im Marathon und Elfter über 10.000 m. Beim Polytechnic Marathon wurde er Zweiter und beim Marathon der Leichtathletik-Europameisterschaften in Rom Vierter.
Bei den Crosslauf-Weltmeisterschaften 1975 in Rabat lief er auf den 35. Platz. 1976 wurde er Fünfter bei den Englischen Marathonmeisterschaften und gewann den Polytechnic Marathon.
1977 kam er bei den Crosslauf-Weltmeisterschaften 1977 in Düsseldorf auf Rang 60 und siegte bei den Walisischen Marathonmeisterschaften.
Je zweimal wurde er Walisischer Meister über 10.000 m (1969, 1970) sowie im Marathon (1971, 1977) und je einmal über 5000 m (1969) sowie im Crosslauf (1976).

## Persönliche Bestzeiten
- 5000 m: 13:38,6 min, 6. Juni 1973, Helsinki
- 10.000 m: 28:14,89 min, 1. August 1975, London
- Marathon: 2:14:57 h, 31. Januar 1974, Christchurch